# Oxamniquina
Oxamniquina (OXA) é um fármaco antiparasitário trematicida, da classe das tetraidroquinolinas, utilizado em infecções por Schistosoma mansoni. O fármaco é derivado da 2-aminometiltetraidroquinolina, usado como alternativa de segunda escolha ao praziquantel. Doses terapêuticas não atacam as cepas de Schistosoma haematobium e Schistosoma japonicum.

## Mecanismo de ação
A oxamniquina ataca as formas maduras e imaturas de Schistosoma mansoni. Os machos são mais atacados pelo medicamento que as fêmeas, mas, mesmo assim, as que sobrevivem ao tratamento não conseguem mais colocar ovos, interrompendo a continuidade da doença. No estômago, a presença de alimentos afeta sua absorção. A metabolização do fármaco é dada pelo fígado produzindo um metabólito inativo denominado 6-carboxi-oxamniquina que é eliminado pela via renal. O mecanismo de ação envolve o bloqueio do aparato reprodutor de S. mansoni e sua ovoprodução.

## Reações adversas
Pode-se destacar como reações adversas da oxamniquina suas ações no SNC, com possibilidade alucinações, convulsões e excitação. Além disto, há os efeitos renais e a febre. E também o cansaço produzido no início do tratamento.

## Contraindicações
- Pacientes que tenham tido convulsão.
- Insuficiência cardíaca descompensada
- Insuficiência renal
- Insuficiência hepática

## Estereoquímica
Oxamniquina contém um estereocentro e consiste em dois enantiómeros. É uma mistura racêmica, ou seja, uma mistura 1:1 dos enantiômeros (R)- e a (S)-:
| Enantiómeros de oxamniquine | Enantiómeros de oxamniquine |
| --------------------------- | --------------------------- |
| (R)-forma                   | (S)-forma                   |